# Raven's Touch
Pour plus de détails, voir Fiche technique et Distribution.
Raven's Touch est un film américain réalisé par Marina Rice Bader et Dreya Weber, sorti en 2015,.

## Fiche technique
- Titre original : Raven's Touch
- Réalisation :  Marina Rice Bader, Dreya Weber
- Scénario : Dreya Weber
- Direction artistique :
- Décors :
- Costumes :
- Photographie :
- Montage :
- Musique :
- Production : Marina Rice Bader
- Sociétés de production : Soul Kiss Films
- Sociétés de distribution :
- Pays d’origine :  États-Unis
- Langue originale : anglais américain
- Lieux de tournage : Forêt nationale d'Angeles, Californie, États-Unis
- Format : Couleurs
- Genre : Drame, romance saphique
- Durée : 84 minutes (1 h 24)
- Dates de sortie :
  -  États-Unis : 6 août 2015
  -  Allemagne : 16 octobre 2015 (Filmfest homochrom)

## Distribution
- Dreya Weber : Raven
- Traci Dinwiddie : Kate
- David Hayward : Joe
- Victoria Park : Maya
- Chris O'Neal : Jack
- Nadège August : Angela
- Kathe Mazur : Betty
- Mike McAleer : Andy